# Gisela Haehnel
Gisela Haehnel (* 11. März 1952 in Offenbach am Main; † 2009 in Köln) war eine deutsche Pädagogin, Autorin, Übersetzerin und Verlegerin.

## Leben und Wirken
Gisela Haehnel wurde durch ihre verlegerische Arbeit und durch ihre Übersetzungen aus dem Französischen und Belgischen bekannt. Sie bearbeitete etwa Guy de Maupassant und die Romanfigur Charles Bovary von Gustave Flaubert. 2001 wurde sie an der Rheinischen Friedrich-Wilhelms-Universität Bonn mit der Arbeit Charles Bovary – eine entwertete Romanfigur promoviert.
Während ihrer Übersetzertätigkeit entdeckte sie mittlerweile bekannt gewordene namhafte Autoren wie Pascale Petit, Heinrich Steinfest, Nasser Zahedi und Georges Raillard.
Gisela Haehnel verstarb infolge eines Gehirntumors in Köln.

## Verlagedition sisyphos
Haehnel gründete gemeinsam mit ihrem Lebensgefährten, dem gelernten Schriftsetzer Winfried Fuegen, im Jahre 1992 den Kleinverlag edition sisyphos, in dem Übersetzungen aus dem Französischen, Lyrik, Anthologien und wissenschaftliche Reihen veröffentlicht werden. Besonderen Schwerpunkt legt der Verlag auf die sogenannte „Zweisprachige Ausgabe“ (französisch/deutsch) sowie auf den französischen/belgischen Realismus und Naturalismus.
Grafisch hatte die Programmreihe durchgehend und von Anfang an eine schwarz-weiße Covergestaltung. Diese bestach nicht durch eine augenfällige und farblich auffällige, sondern immer dezente und äußerlich im Gesamtbild gestaltete stets einheitliche Buchreihe. 
In den Anthologien findet man Texte bekannter Autoren wie Georges Eekhoud, Markus Orths, Stefanie Golisch, Mike Bartel, Ron Winkler, Achim Wagner und Friedrich Grotjahn.

## Werke
- Das Manuskript der Unbekannten. Nur Worte. Ein Selbstgespräch. Blaue Eule, Essen 1988, ISBN 3-89206-254-4.
- Langrune. Das Deutsche und das Französische. Gardez!, Mainz 1993, ISBN 3-928624-06-7.
- (Hrsg.): Ich bin, also schreibe ich? Anthologie. Edition Sisyphos, Köln 1994, ISBN 3-928637-07-X.
- Als Rotkäppchen den Wolf fraß. Laredo, Chiemning 1996, ISBN 3-927518-26-3.
- Charles Bovary – eine entwertete Romanfigur. Dissertation. RWTH Aachen. Shaker, Aachen 2001, ISBN 3-8265-9499-1.
- Bovarysme in der Flaubertnachfolge. Am Beispiel von Une vie, O primo Basílio und Une belle journée. Edition Sisyphos, Köln 2004, ISBN 3-928637-33-9.

Übersetzungen
- Pascale Petit: Der Mann, um den es geht. Aus dem Französischen von Gisela Haehnel und Jean Lewinski. Edition Sisyphos, Köln 2001, ISBN 3-928637-22-3.
- José Maria Eça de Queiroz: Eigenheiten eines blonden Mädchens. Sechs Erzählungen. Aus dem Portugiesischen von Gisela Haehnel. Edition Sisyphos, Köln 2008, ISBN 978-3-928637-41-1.